# Decticelle aptère
Pholidoptera aptera
Espèce
La decticelle aptère, Pholidoptera aptera, est une espèce de sauterelles de la famille des Tettigoniidae.
Nom vernaculaire
En allemand : Alpen-Strauchschrecke.

## Distribution
Europe : essentiellement depuis la France (Massif Central, Alpes), sud de l'Allemagne, Suisse, Italie et jusqu'au sud-est de l'Europe (Slovaquie, Bulgarie, Roumanie, Slovénie).

## Description

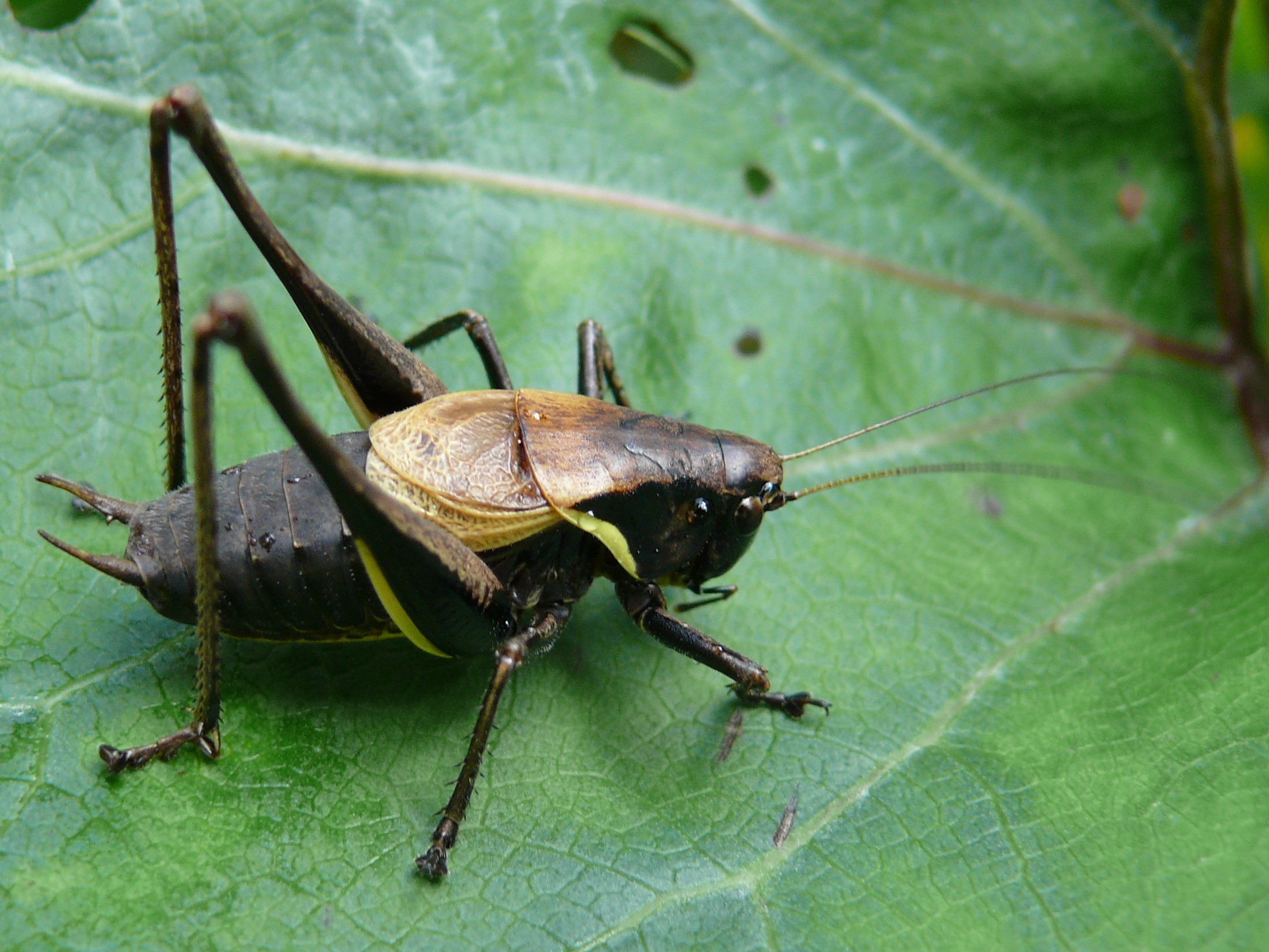
Pholidoptera aptera - mâle.

Cette decticelle est nettement plus grande que la decticelle cendrée (Pholidoptera griseoaptera) : le mâle atteint 19 à 22 mm de long, la femelle, 22 à 25 mm. Le mâle bigarré a les lobes latéraux du pronotum noirs, ses tegmina sont longs de 6 à 8 mm ; les femelles brunâtres ont des tegmina courts (environ 2 mm de long), presque totalement cachés par l'arrière du pronotum ; leur oviscapte est légèrement courbé, de longueur analogue à celle de l'abdomen. Chez les deux sexes, les lobes latéraux du pronotum sont soulignés par une bande marginale claire nette, le ventre est jaune.

## Taxonomie
Selon BioLib (8 oct. 2014), liste de sous-espèces :
- Pholidoptera aptera aptera (Fabricius, 1793)
- Pholidoptera aptera bohemica Maran, 1953
- Pholidoptera aptera bulgarica Maran, 1953
- Pholidoptera aptera gjorgjevici Karaman, Z., 1960
- Pholidoptera aptera goidanichi Baccetti, 1963
- Pholidoptera aptera karnyi Ebner, R., 1908
- Pholidoptera aptera slovaca Maran, 1953